# Мегара (дим)
Ме́гара (греч. Δήμος Μεγαρέων) — община (дим) в периферийной единице Западной Аттике в Греции. Население — 36 924 жителя по переписи 2011 года. Площадь — 330,11 квадратного километра. Плотность — 111,85 человека на квадратный километр. Административный центр — Мегара. Димархом на местных выборах 2014 года выбран Григориос Стамулис (Γρηγόριος Σταμούλης).
Включает в себя большую часть епархии Мегариды. Находится между заливом Алкионидес (Коринфским заливом) на севере и бухтой Мегара залива Сароникос на юге. Граничит с общиной Лутракион-Перахора-Айи-Теодори на западе и с Мандра-Идилия — на северо-востоке.
Община Мегара создана в 1835 году при первом административном делении Греции. Община оставалась неизменной до административной реформы 1912 года (ΦΕΚ 262Α), когда крупные общины (димы) были заменены более мелкими сообществами. Община Мегара была вновь создана в 1924 году (ΦΕΚ 234Α). В 1929 году (ΦΕΚ 221Α) от общины отделилось сообщество Неа-Перамос. В 2010 году (ΦΕΚ 87Α) по программе «Калликратис» к общине Мегаре была присоединена упразднённая община Неа-Перамос.

## Административное деление
Община (дим) Мегара делится на 2 общинные единицы.
| Общинная единица | Сообщество  | Население (2011), человек | Площадь, км² |
| ---------------- | ----------- | ------------------------- | ------------ |
| Мегара           | Мегара      | 28 591                    | 322,21       |
| Неа-Перамос      | Неа-Перамос | 8333                      | 7,90         |